# آلبرت هوتوم-شیندلر

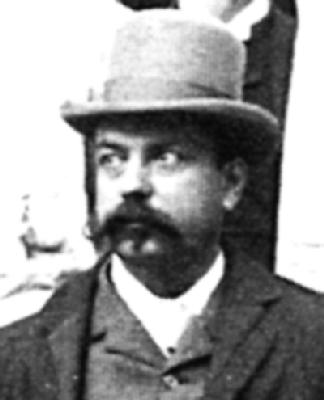
هوتوم-شیندلر در پیرامون ۱۸۷۰ میلادیژنرال

سر آلبرت هوتوم-شیندلر(به انگلیسی: General Sir Albert Houtum-Schindler)(زادهٔ ۲۴ سپتامبر ۱۸۴۶-مرگ ۱۵ ژوئن ۱۹۱۶) پژوهشگر انگلیسی آلمانی‌نژاد مسائل ایران بود.

## زندگی
هوتوم-شیندلر مهندسی دانش‌آموختهٔ دانشگاه لایپزیگ بود. او در ۱۸۶۸ برای کار تلگراف به ایران آمد و هشت سال پس از آن دولت ایران وی را برای بازرسی خدمات تلگراف استخدام کرد. در ۱۸۸۲ او مدیر کل معادن فیروزهٔ خراسان شد. هفت سال پس از آن بازرس بانک شاهنشاهی شد. در ۱۸۹۴ برکنار شد ولی دو سال پس از آن دوباره دولت وقت ایران وی را به عنوان رایزن در مسائل گوناگونی به ویژه مسائل مربوط به بیگانگان به خدمت گرفت.
میان سال‌های ۱۹۰۲ تا ۱۹۱۱ او به مقام افتخاری سرکنسولی سوئد رسید. در همین زمان از سوی دولت ایران بدو نشان شیر و خورشید و از سوی دولت بریتانیا نشان امپراتوری هند بدو اهداء شد. در ۱۹۱۱ او به انگلستان رفت. او که از نقرس رنج می‌برد در ۱۹۱۶ میلادی درگذشت.
او در زمان فعالیتش در ایران به گوشه و کنار این کشور سفر نمود و اطلاعات گسترده‌ای از جغرافیا، تاریخ، فرهنگ، زبان و موضوعات مربوط بدین سرزمین را گردآورد. وی در زمان خود مرجعی ارزنده برای پژوهشگران و مسافران سیاست‌مدارانی که علاقه‌ای بر روی کار در زمینهٔ ایران داشتند بود؛ وی نوشته‌های چندی از جمله چند مقاله در ویرایش یازدهم دانشنامه بریتانیکا را داراست. کتاب معروف او Eastern Persian Irak که در سال ۱۸۹۶ منتشر شد توصیف جغرافیای ناحیه میان اصفهان و تهران است.